# Pheladenia
Pheladenia es un género monotípico de orquídeas de la subfamilia Orchidoideae. Su única especie, Pheladenia deformis (R.Br.) D.L.Jones & M.A.Clem., es originaria de Australia.

## Descripción
Es una orquídea de pequeño a mediano tamaño que prefiere el clima fresco al frío. Tiene hábitos terrestres con tubérculos pilosos que dan lugar a un tallo piloso, verde y blanco, que lleva una sola hoja, lineal, escasamente pilosa, aguda hacia la base. Florece en la primavera en una inflorescencia de 30 cm de largo, con flores simples.

## Distribución y hábitat
Se encuentra en el sur de Nueva Gales del Sur, Victoria, Australia Meridional, Australia Occidental y Tasmania donde se producen en los brezales, en los bosques cerrados, y entre los matorrales costeros en alturas de hasta 1000 metros.

## Taxonomía
Pheladenia deformis fue descrita por (R.Br.) D.L.Jones & M.A.Clem.  y publicado en Orchadian (Australasian native orchid society) 13: 411. 2001
Sinonimia
- Caladenia deformis R.Br., Prodr. Fl. Nov. Holl.: 324 (1810). basónimo
- Cyanicula deformis (R.Br.) Hopper & A.P.Br., Lindleyana 15: 121 (2000).
- Pentisea deformis (R.Br.) Szlach., Polish Bot. J. 46: 20 (2001).
- Caladenia unguiculata Lindl., Sketch Veg. Swan R.: 51 (1839).
- Caladenia barbata Lindl., Gen. Sp. Orchid. Pl.: 418 (1840).
- Caladenia deformis var. albiflora Benth., Fl. Austral. 6: 389 (1873).
- Caladenia deformis var. alba Guilf., Austral. Pl. Parks: 89 (1911).[1]